# Compagnies républicaines de sécurité

Znak CRS

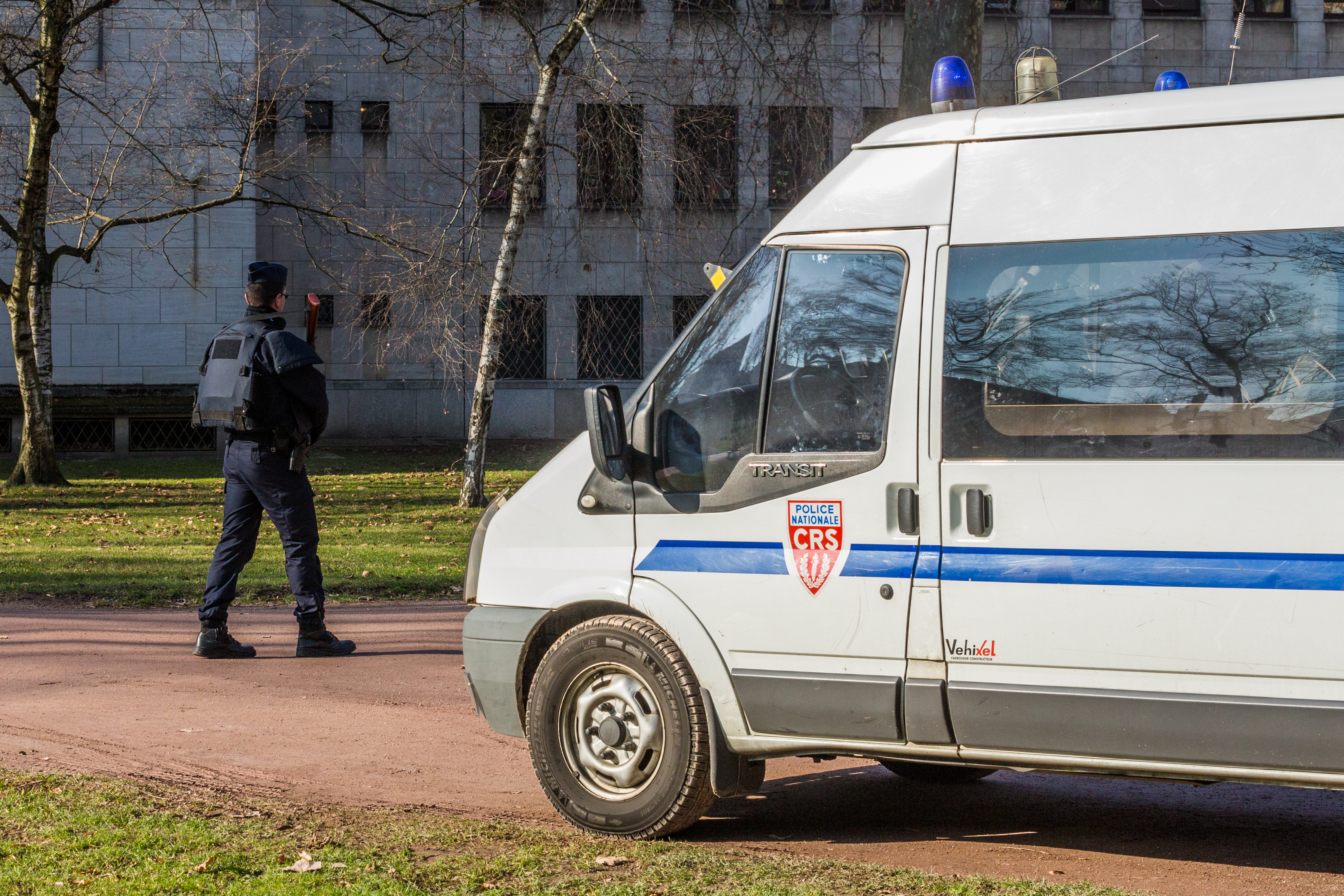
Hlídka se služebním Fordem Transit

Compagnies républicaines de sécurité (často jen zkráceně CRS, neboli Republikové bezpečnostní roty) jsou speciální jednotky Police nationale (státní policie) ve Francii. Představují všeobecnou rezervu státní policie a slouží k zajištění bezpečnosti významných událostí. K jejím úkolům patří i monitorování dopravy, záchranná vodní a horská služba. Rota 1 (CRS n°1) je určena k doprovodu významných osob doma i v zahraničí a spolupracuje s jednotkami Service de Protection des Hautes Personnalités. CRS rovněž zajišťuje převoz vězňů. Příslušníci CRS nosí modré uniformy.

## Historie
Jednotky CRS byly založeny 8. prosince 1944 a v roce 1948 proběhla jejich reorganizace. Na rozdíl od jednotek četnictva se jedná o civilní organizaci. Jejich předchůdcem byla polovojenská organizace Groupes mobiles de réserve (Záložní mobilní skupiny) Vichistické Francie. Zpočátku vstupovalo do CRS mnoho členů Francouzské komunistické strany. Tento stav nakonec vedl k reorganizaci, neboť během odborářské demonstrace 12. listopadu 1947 v Marseille, neuposlechli členové CRS rozkaz k jejímu potlačení.

## Činnost
Prvotním posláním CRS je zabránit ohrožení při masových shromáždění, jako jsou demonstrace, manifestace nebo stávky. V minulosti byly jednotky opakovaně kritizovány za použití nepřiměřené síly. Zejména během demonstrací v květnu 1968 byly jednotky v neoblibě.